# Galaxy on Fire 2
Galaxy on Fire 2 es un videojuego de simulación de vuelos espaciales de 2010 desarrollado y publicado por Fishlabs para iOS, Android, J2ME, MacOS, MeeGo y Windows.

## Jugabilidad
El juego gira en torno a los vuelos espaciales y el combate espacial, ambientado en un universo con múltiples sistemas estelares. Los jugadores pueden luchar contra enemigos/amigos, extraer minerales, intercambiar productos básicos y completar misiones independientes.

## Trama
El juego sigue las aventuras de Keith T. Maxwell, mientras es enviado hacia adelante en el tiempo después de un mal funcionamiento de su hiperimpulsor, causado por el daño de una escaramuza en un cinturón de asteroides. Su nave, fuera de control con Keith inconsciente, es puesta en órbita alrededor de Var Hastra por la computadora de vuelo a bordo, antes de ser rescatada por un comerciante de minerales y remolcada a la estación espacial en órbita). El comerciante, Gunant Breh, le cuenta a Keith los acontecimientos que sucedieron mientras Keith estaba inconsciente, y Keith queda atónito al darse cuenta de que han pasado 35 años desde el incidente en el cinturón de asteroides. Luego, Breh le encarga a Keith que recolecte mineral de un viejo barco minero. Mientras mina, el barco es atacado por piratas y Keith vuela de regreso a la estación. Descontento por tener que huir de los piratas, Keith convence a Gunant para que le ayude a acabar con los piratas de la zona. Después de luchar contra los piratas, a Keith se le pide que visite un planeta vecino, ya que la estación espacial allí recientemente perdió contacto. Mientras investiga, Keith se encuentra con su viejo amigo Mkkt Bkkt, quien le explica que la tripulación de la estación ha sido infectada con "neuroalgas" y posteriormente está intoxicada.
Después de recibir el control para completar misiones secundarias, a Keith se le informa que hay un convoy terrestre en el sistema y que podrían recogerlo y enviarlo de regreso al espacio terrestre. A su llegada, el convoy es atacado por piratas. Uno de los artilleros del barco principal confunde el barco de Keith con otro pirata y lo desactiva con una explosión EMP. Luego, Keith es transportado a bordo del barco como prisionero. Después de llegar a la estación de Alioth, Keith se encuentra con el comandante Brent Snocom. Mientras hablan, la conversación se ve repentinamente interrumpida por un ataque del Vacío fuera de la estación. Keith, junto con otros pilotos, son enviados a defender la estación. Los combatientes del Void destruyen un grupo de cargueros antes de escapar a través de un agujero de gusano de regreso a su territorio. De vuelta en la estación, Snocom le explica a Keith sobre los Voids.
A Keith se le pide que se reúna con un tal teniente Thomas Boyle que puede proporcionar más información sobre los Voids, pero Boyle es rehén de piratas. Luego, Keith rescata a Boyle y derrota a los piratas, antes de llevarlo a un centro de investigación secreto en Thynome. A partir de ahí, Keith conoce a la Dra. Carla Paolini, una científica, y le dicen que devuelva muestras de la tecnología Void, viajando a una redada en otro convoy. Los Voids escapan, pero no después de que Keith destruya a uno de sus combatientes. Es desde aquí que Keith conoce a Khador, un extraterrestre que está desarrollando un 'Khador Drive', que puede transportar una nave instantáneamente a otra parte de la galaxia, eliminando la necesidad de puertas de salto.
Khador envía a Keith a una misión para extraer cristales del Vacío y acceder al espacio del Vacío a través de un agujero de gusano. Después de recolectar 50 cristales, Khador tiene suficientes para construir Khador Drive y se lo da a Keith. Mientras estos eventos suceden, el Imperio Terran y Vossk acuerdan desarrollar una estrategia para poner fin a la amenaza del Vacío. Utilizan un carguero Vossk reconvertido, lleno de explosivos, que se envía a través de un agujero de gusano para destruir la "nave nodriza" del Vacío. Keith escolta al carguero cuando es atacado. Los Voids logran paralizar el carguero, por lo que el piloto a bordo tiene que guiar manualmente el carguero hacia la nave nodriza. El carguero choca con el buque, matando al piloto a bordo. Después de escapar a través de otro agujero de gusano, Keith vuela de regreso a Thynome y tiene una cita con Carla.

## DLC
Galaxy on Fire 2 incluyó algunos DLC para agregar a la experiencia. Estos DLC incluyen dos nuevas campañas y la estación espacial personal del jugador en el sistema Shima. Los nombres oficiales de estos DLC son "Valkyrie", "Supernova" y "Kaamo Club".

## Kaamo Club
El Kaamo Club es la estación espacial personal del jugador donde puede almacenar un número ilimitado de naves, armas, equipos y productos básicos. Cuando se adquiere, el Kaamo Club se puede utilizar cuando Keith abandona la sección de tutorial del juego en Var Hastra. Se encontrará en el sistema Shima, orbitando un planeta solitario llamado Kaamo.
Dentro del Kaamo Club, en el Space Lounge, hay seis especialistas. Pueden vender al jugador armas especiales, barcos y modificaciones a la nave espacial del jugador a un costo proporcional al costo de la nave. Estos servicios incluyen la mejora del blindaje general, el manejo, la bodega de carga y una ranura para equipo adicional. Los otros dos especialistas venderán al jugador barcos y armas/equipos únicos, que se venden por un tiempo determinado y a un costo fijo.

## Lanzamientos HD y Full HD
Galaxy On Fire 2 fue relanzado para dispositivos más nuevos en HD, que presenta más detalles y mejores gráficos. También se lanzó una versión 'Full HD', específicamente para Apple Mac y Windows. Sin embargo, se eliminó parte del contenido de la versión de Windows, como los DLC Valkyrie y Supernova, y los sistemas Loma y Shima.

## Recepción
El juego recibió una reseña de 6/10 en GameSpot, y una puntuación del 90% en Metacritic.